# DFB-Pokal
DFB-Pokal (Deutscher Fußball-Bund-Pokal) ili njemački nogometni kup je klupsko nogometno natjecanje koje se održava svake godine u Njemačkoj. To je drugo najvažnije natjecanje u njemačkom nogometu, nakon 1Bundeslige.

## Povijest
U povijesti, broj ekipa koje su pristupale natjecanju je bio oko 4 od 1956. do 1960., te 128 od 1973. do 1982. s natjecanje od dvije do sedam rundi. Od osnutka Bundeslige u 1963., svi klubovi iz Bundeslige su automatski kvalificirane za DFB-Pokal kao i svi klubovi iz 2. Bundeslige od njenog osnutka 1974. godine. Većinu vremena, rezervne momčadi su mogle nastupati u natjecanju, ali od sezone 2008./09., onemogućeno im je sudjelovanje u DFB-Pokalu. Finale kupa od 1985. se održava na Olimpijskom stadionu u Berlinu.
Prvotno, utakmice kupa se održavaju u dva poluvremena po 45 minuta, s dvije po 15 minuta produžetaka u slučaju izjednačenja. Ako rezultat ostane izjednačen nakon 120 minuta igre, utakmica se ponavlja na drugom terenu. U polufinalu Tschammer-Pokala 1939. između SV Waldhof Mannheima i Wacker Wiena, rezultat je nakon tri utakmice bio izjedanačen, pa je utakmica odlučena ždrijebom. Njemački nogometni savez (DFB) je uveo jedanaesterce, koji se održavaju ako utakmica završi izjednačena nakon 120 minuta igre, jer se u kupu 1970., utakmica između Alemannie Aachen i SV Werder Bremena nakon dvije izjednačene utakmice također završena ždrijebom.
U sezonama 1971./72. i 1972./73. utakmice su igrane dvaput. Uzvratna utakmica bi se produžila na dva poluvremena po 15 minuta, ako bi ukupni rezultat nakon dvije utakmice ostao izjednačen.Ako bi isti rezultat ostao izjednačen i nakon produžetaka, pucali bi se jedanaesterci.
Nakon finala iz 1977. između 1. FC Kölna i Herthe BSC, DFB je odlučio da se finale kup ne igra u dvije utakmice; kasnije, to se primijenilo una sve utakmice kupa od sezone 1991./92.

## Pobjednici i finalisti
| Momčad                      | Pob. | Fin. | Pobjednici (godine) |
| --------------------------- | ---- | ---- | --- |
| FC Bayern München           | 20   | 4    | 1957., 1966., 1967., 1969., 1971., 1982., 1984., 1986., 1998., 2000., 2003., 2005., 2006., 2008., 2010., 2013., 2014., 2016., 2019., 2020. |
| SV Werder Bremen            | 6    | 4    | 1961., 1991., 1994., 1999., 2004., 2009.                                                                                                   |
| FC Schalke 04               | 5    | 7    | 1937., 1972., 2001., 2002., 2011. |
| Borussia Dortmund           | 5    | 5    | 1965., 1989., 2012., 2017., 2021. |
| Eintracht Frankfurt         | 5    | 4    | 1974., 1975., 1981., 1988., 2018. |
| 1. FC Köln                  | 4    | 6    | 1968., 1977., 1978., 1983. |
| VfB Stuttgart               | 4    | 3    | 1954., 1958., 1997., 2025. |
| 1. FC Nürnberg              | 4    | 2    | 1935., 1939., 1963., 2007. |
| Hamburg SV                  | 3    | 3    | 1963., 1976., 1987. |
| Borussia Mönchengladbach    | 3    | 2    | 1960., 1973., 1995. |
| 1. FC Kaiserslautern        | 2    | 6    | 1990., 1996. |
| Fortuna Düsseldorf          | 2    | 5    | 1979., 1980. |
| Bayer 04 Leverkusen         | 2    | 3    | 1993., 2024. |
| Karlsruher SC               | 2    | 2    | 1955., 1956. |
| RB Leipzig                  | 2    | 2    | 2022., 2023. |
| Dresdner SC                 | 2    | –    | 1940., 1941. |
| 1860 München                | 2    | –    | 1942., 1964. |
| Rot-Weiss Essen             | 1    | 1    | 1953. |
| VfL Wolfsburg               | 1    | 1    | 2015. |
| Bayer 05 Uerdingen          | 1    | –    | 1985. |
| First Vienna FC             | 1    | –    | 1943. |
| Hannover 96                 | 1    | –    | 1992. |
| Kickers Offenbach           | 1    | –    | 1970. |
| VfB Leipzig                 | 1    | –    | 1936. |
| SK Rapid Wien               | 1    | –    | 1938. |
| Schwarz-Weiss Essen         | 1    | –    | 1959. |
| MSV Duisburg                | –    | 4    | – |
| Alemannia Aachen            | –    | 3    | – |
| VfL Bochum                  | –    | 2    | – |
| Hertha BSC Berlin           | –    | 2    | – |
| Arminia Bielefeld           | –    | 1    | – |
| Borussia Neunkirchen        | –    | 1    | – |
| Energie Cottbus             | –    | 1    | – |
| FSV Frankfurt               | –    | 1    | – |
| SC Freiburg                 | –    | 1    | – |
| SC Fortuna Köln             | –    | 1    | – |
| Hertha BSC Berlin (amateri) | –    | 1    | – |
| Luftwaffen-SV Hamburg       | –    | 1    | – |
| Stuttgarter Kickers         | –    | 1    | – |
| 1. FC Union Berlin          | –    | 1    | – |
| SV Waldhof Mannheim         | –    | 1    | – |

| Nogomet u Njemačkoj              | Nogomet u Njemačkoj                                                                           |
| -------------------------------- | --------------------------------------------------------------------------------------------- |
|                                  |                                                                                               |
| Njemački nogometni savez         |                                                                                               |
|                                  |                                                                                               |
| Reprezentacije                   | reprezentacija • do 21                                                                        |
|                                  |                                                                                               |
| Ligaška natjecanja               | 1. Bundesliga • 2. Bundesliga • 3. Liga • Regionalliga • Oberliga • Verbandsliga • Landesliga |
|                                  |                                                                                               |
| Kup natjecanja                   | DFB-Pokal • DFB-Ligapokal                                                                     |
|                                  |                                                                                               |
| Popis klubova • Popis nogometaša |                                                                                               |

| Nogomet u Njemačkoj              | Nogomet u Njemačkoj                                                                           |
| -------------------------------- | --------------------------------------------------------------------------------------------- |
|                                  |                                                                                               |
| Njemački nogometni savez         |                                                                                               |
|                                  |                                                                                               |
| Reprezentacije                   | reprezentacija • do 21                                                                        |
|                                  |                                                                                               |
| Ligaška natjecanja               | 1. Bundesliga • 2. Bundesliga • 3. Liga • Regionalliga • Oberliga • Verbandsliga • Landesliga |
|                                  |                                                                                               |
| Kup natjecanja                   | DFB-Pokal • DFB-Ligapokal                                                                     |
|                                  |                                                                                               |
| Popis klubova • Popis nogometaša |                                                                                               |